# Edward Anseele

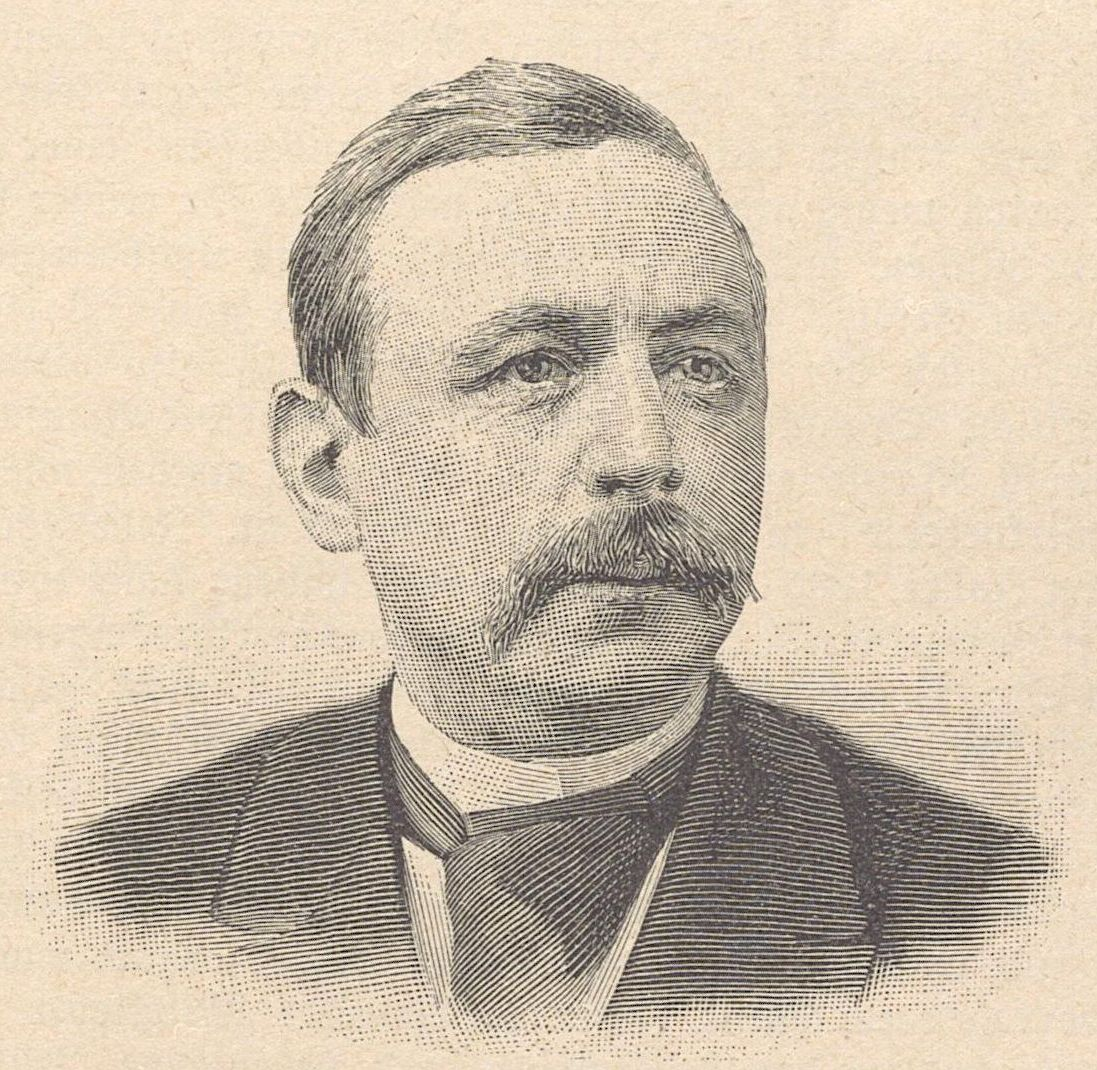
Edward Anseele, vor 1898

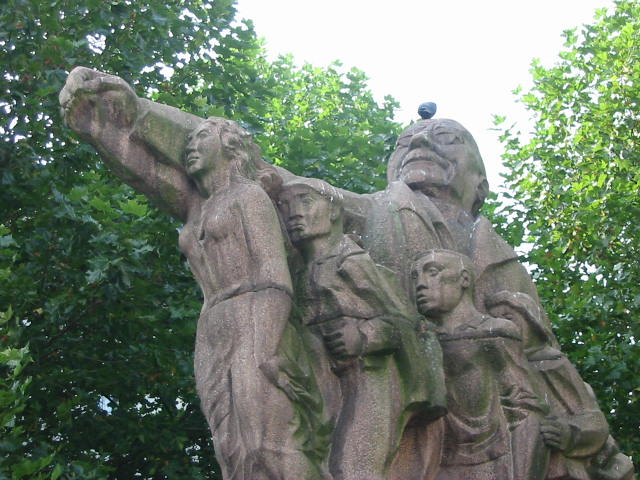
Standbild von Edward Anseele auf dem Frankrijkplein in Gent

Edward Anseele (* 26. Juli 1856 in Gent; † 18. Februar 1938 ebenda) war ein belgischer sozialistischer Politiker.

## Leben
Der Sohn eines Schuhmachers schloss sich früh der politischen Linken an. Der Sozialistenkongress von 1877 in Gent setzte den Anfang seines Engagements in der Arbeiterbewegung. Anseele wurde Journalist des Wochenblattes De Volkswil (Volkswille), das später zur Tageszeitung Vooruit (Vorwärts) umgewandelt wurde. Er organisierte 1880 die Gründung der Genossenschaftsbäckerei Vooruit, die zum Ausgangspunkt eines zeitweilig international beachteten kleinen „antikapitalistischen“ Industrie- und Handelsimperiums wurde. 1886 wurde er wegen eines Appells an die Soldaten, nicht auf Arbeiter zu schießen, verhaftet und schrieb im Gefängnis die Novelle: Voor't Volk geofferd. In der Weltwirtschaftskrise der 1930er-Jahre ging diese Ausstrahlungskraft allerdings verloren. Das Gebäude des Vooruit erinnert aber bis heute an die große Zeit der genossenschaftlichen Unternehmensgruppe um 1900 bis 1910.
Im Ersten Weltkrieg wurde Anseele von der deutschen Presse als pragmatischer, deutschfreundlicher Flame dem „romanischen“ Émile Vandervelde gegenübergestellt. Während Vandervelde als Präsident des Büros der zweiten Internationale die deutsche Besetzung Belgiens im Ersten Weltkrieg verurteilte, bemühte sich Anseele um schlichtende Kontakte zur deutschen SPD. Seine Darstellung in der deutschen  Kriegspropaganda suggerierte jedoch eine Deutschfreundlichkeit der flämisch-belgischen Bevölkerung, die nicht den Fakten entsprach.
Anseeles persönliche Karriere war lang und erfolgreich, zunächst auf kommunaler Ebene, in der Zwischenkriegszeit auch als Minister für öffentliche Arbeiten (1918–21) sowie als Eisenbahn- und Postminister (1925–27). Den von den deutschen Besatzern im Ersten Weltkrieg angebotenen Posten eines „Präsidenten Belgiens“ hatte Anseele abgelehnt.
1930 erhielt er den Ehrentitel Minister van Staat/Ministre d’Etat. Dies ist in  Belgien ein Ehrentitel, der in besonderen Fällen vom König auf Lebenszeit verliehen wird.
Der belgische sozialistische Politiker Edward Anseele jr. war ein Sohn von Edward Anseele.